# Полина (роман)
«Полина» (фр. Pauline) — роман (в некоторых источниках повесть) французского писателя Александра Дюма-отца, написанный в 1834 году и опубликованный в 1838 году. Его действие происходит в современную автору эпоху.

## Сюжет
Роман начинается с рассказа автора о его встречах с Альфредом де Нервалем. В Швейцарии Дюма, по его словам, встретил друга с таинственной спутницей — болезненной девушкой по имени Полина, всегда скрывавшей своё лицо под вуалью. Позже Полина умерла, а в конце 1834 года «в маленьком зале рядом с фехтовальной Гризье» Нерваль рассказал её историю. Полина Мельен стала женой графа Горацио Безеваля, но вскоре узнала, что её супруг занимается разбоем. Граф замуровал её в подземелье и оставил ей яд, который Полина выпила, чтобы обрести лёгкую смерть. Однако давний поклонник Альфред де Нерваль нашёл её и увёз из Франции, выдав за сестру. Безеваля он убил на дуэли. Полина позже умерла из-за действия яда.

## Создание и оценки
В сокращённом виде роман «Полина» был включён в сборник путевых очерков Дюма «В Швейцарии» (1833—1834), а полный текст вышел в 1838 году в составе сборника — под одной обложкой с повестями «Паскуале Бруно» и «Мюрат». Литературоведы видят в романе заметное влияние готической традиции. Здесь появляется ряд сюжетных мотивов, позже использованных Дюма в «Графе Монте-Кристо».